# Szőrmoha
A szőrmohák (Polytrichum) csoportja egy növény nemzetség a lombosmohák törzsén belül. A taxon magyar nevét a spóratartó tokot borító kalyptra szőrös megjelenése miatt kapta. Német nyelvterületen a "Widerton" névvel illették a szőrmohákat, mely a "Wider das antun" kifejezésből származik, mely magyarra lefordítva "bájolás,rontás elleni"-t jelent.

## Megjelenésük
Viszonylag erőteljes, nagy méretű mohák, melyek általában magas, laza gyepet alkotnak a talajon. Méretükből adódóan feltűnő fajok és emiatt kertekben is szívesen használják őket, például a japán mohakertek gyakori és domináns fajai a szőrmohák.
Nagyon jellegzetes a növények leveleinek felépítése. A levelek keresztmetszetét megfigyelve láthatunk egy néhány sejtrétegből álló levéllemezt, valamint arra merőlegesen több sejtből álló lemezeket, lamellákat találunk. A levélér erőteljes, a levél széle több fajnál ráhajlik a levéllemezre.
Egy speciális tulajdonsága a szőrmoha fajoknak, hogy szárukban kétféle szállítószövet elem található, egy a víz, egy pedig az asszimilátumok (cukrok, aminosavak) transzportjában vesz részt.
A spóratok egy hosszú (3–5 cm) setán (spóratoktartó nyél) helyezkedik el. A tok határozottan négyélű. Az apofizis (tok nyaka) mély barázdával csatlakozik a spóratokhoz. A spórák 12 mikrométer átmérőjűek. Éretlen állapotban a spóratokot egy szőrös, általában világosbarna, aranyszínű hártya, a calyptra borítja be. A nemzetség magyar elnevezése is innen ered, de német fajneveknél is utalnak erre a tulajdonságra, pl. Golden Frauenhaarmoose (Polytrichum commune) - aranyhaj moha.
A nemzetség minden faja kétlaki.

## Jellemzők
Régen a szőrmohákat gyakran használták, matracok tömőanyagának illetve a faházak szigetelésénél a farönkök közötti rések tömítésére. Mivel víz hatására jól megduzzadnak, így hajók építésénél is használták tőmítésre.

## Elterjedés és élőhely
A szőrmoha nemzetség fajai megtalálhatóak az egész világon, de előnyben részesítik a savanyú talajú élőhelyeket, mint például bükk- és fenyőerdők, lápok.

## Rendszertan és fajok
Régebben a Polytrichum nemzetség több fajt tartalmazott, de 1971-ben, G. L. Smith a spóratok nyílás  (peristómium) morfológiája alapján egy új nemzetséget hozott létre Polytrichastrum G. L. Sm. néven. Jelenleg a Polytrichum taxonba 39 faj tartozik. Magyarországon négy fajuk él.
Magyarországi fajok (Közép-Európában is gyakoriak):
- Óriás szőrmoha (Polytrichum commune)
- Boróka szőrmoha (Polytrichum juniperinum)
- Polytrichum piliferum
- Polytrichum strictum

Polytrichastrum fajok, melyek régebben a Polytrichum nemzetségbe tartoztak:
- Alpesi szőrmoha (Polytrichastum alpinum)
- Erdei szőrmoha (Polytrichastum formosum)
- Polytrichastrum longisetum

## Fordítás
Ez a szócikk részben vagy egészben  a   Widertonmoose című német Wikipédia-szócikk ezen változatának fordításán alapul.  Az eredeti cikk szerkesztőit annak laptörténete sorolja fel. Ez a jelzés csupán a megfogalmazás eredetét és a szerzői jogokat jelzi, nem szolgál a cikkben szereplő információk forrásmegjelöléseként.